# Cisgénèse
La cisgenèse ou cisgénèse est un processus de génie génétique qui permet de transférer artificiellement des gènes entre des organismes qui pourraient être croisés selon des méthodes d'hybridation classiques,.
Lorsque la modification génétique consiste en un réarrangement de fragments d'ADN du génome propre de l'espèce considérée, on parle plutôt d'« intragénèse ». 
Dans ce cas, à la différence de la transgénèse, les gènes sont transférés seulement entre des organismes étroitement apparentés. En Europe cette technique est actuellement régie par les mêmes réglementations que la transgenèse, mais certains chercheurs estiment que cela devrait changer et que les variétés obtenues par cisgenèse devraient être considérées à l'égal des cultivars issus de la sélection classique des plantes. En fait, la cisgénèse induit moins de modifications dans le génome d'un organisme que la mutagénèse aléatoire qui était largement employée avant le développement du génie génétique.
La cisgenèse présente l'avantage théorique sur les méthodes de sélection classiques de permettre la création de nouveaux cultivars plus rapidement et à moindre coût, et que seuls les gènes d'intérêt soient transférés. Dans les méthodes de sélection classiques, de multiples rétrocroisements doivent être réalisés, chacun demandant un temps de génération pour créer un nouveau cultivar. La cisgenèse peut en théorie atteindre le même résultat en une ou deux générations. Une application de la cisgenèse consiste, par exemple, à créer des plants de pomme de terre résistants au mildiou en transférant les gènes de résistance dans des variétés améliorées à haut rendement,.

## Typologie des méthodes de modifications génétiques
Selon un article publié par Kaare Nielsen en 2003, les méthodes de modifications génétiques devraient être classées pour une meilleure compréhension en cinq catégories selon la source des gènes modifiés et donc la distance génétique entre l'espèce sujette à modification et l'espèce source des gènes d'intérêt :
|             | Source de la modification génétique | Variabilité génétique par la sélection classique | Distance génétique |
| Intragénèse | Génome propre de l'espèce modifiée  | possible                                         | Faible             |
| Famigénèse  | Espèces de la même famille          | possible                                         |                    |
| Lignégénèse | Espèces de la même lignée           | Impossible                                       |                    |
| Transgénèse | Espèces non apparentées             | Impossible                                       |                    |
| Xénogénèse  | Gènes conçus en laboratoire         | Impossible                                       | Élevée             |